# Кјезануова
Кјезануова (итал. Chiesanuova) је насеље и седиште истоимене општине у оквиру Републике Сан Марина, једне од најмањих у Европи.

## Природни услови
Кјезануова се налази у југозападном делу Сан Марина и на 27 километара од првог већег града Риминија. Надморска висина средишта општине је 450 метара.

## Становништво
Општина Кјезануова је по последњим проценама из 2010. године имала 1.071 ст. Протеклих деценија број становника у општини расте.
Кјезануова се дели на седам села: Каладино, Конфине, Ђалавото, Моларини, Пођо Казалино, Пођо Кјезануова и Теђо.